# Rechtslinguïstiek
De rechtslinguïstiek is een discipline binnen de toegepaste taalkunde die tegelijk ook deel uitmaakt van de juridische methodenleer. Het doel is zowel het juridisch jargon als in de rechtspraak veelgebruikte termen zoals belediging en laster op taalkundige wijze te analyseren.
De rechtbank beschouwt de bij processen aan rechtslinguïstiek gerelateerde kwesties als haar eigen domein. Een voorbeeld is de exacte interpretatie van de term "potentiële moordenaar" in een context over soldaten. Bij het oplossen van andere problemen roept de rechtbank daarentegen in de regel de hulp in van een getuige-deskundige.

## Achtergrond
Een rechtsstaat streeft zowel een zo groot mogelijke eenduidigheid van de gebruikte begrippen als een goede onderlinge verstandhouding na. Dit is een van de redenen waarom het Latijn - dat in Europa eeuwenlang als enige voertaal in de officiële rechtspraak heeft gediend - sinds het begin van de 19e eeuw is vervangen door de nationale taal van het betreffende land. Anderzijds worden in de Europese Unie - die steeds meer als een soort uniforme rechtsstaat wordt beschouwd - meer dan 20 verschillende officiële talen gesproken, hetgeen de eenheid van de Europese rechterlijke macht niet echt ten goede komt (bijvoorbeeld bij verordeningen). De Europese Unie kampt dus nu in dit opzicht met hetzelfde probleem als vroeger de afzonderlijke Europese landen.